# Catherine von Fürstenberg-Dussmann
Catherine von Fürstenberg-Dussmann (* 26. Januar 1951 in St. Louis, Missouri) ist eine US-amerikanische Schauspielerin, Designerin, Geschäftsfrau und seit 2011 Vorsitzende des Stiftungsrates der Peter-Dussmann-Stiftung.

## Leben
Catherine von Fürstenberg-Dussmann ist die Nachfahrin einer 1847 in die Vereinigten Staaten ausgewanderten Person des Namens Fürstenberg. Catherine von Fürstenberg-Dussmann wurde als eins von sieben Kindern eines vermögenden Rechtsanwalts in St. Louis im Bundesstaat Missouri geboren. Die Erziehung in ihrem Elternhaus war von strengem Katholizismus geprägt. 
Nach dem Studium der Literatur und Psychologie von 1969 bis 1973 an der Regis University in Denver war sie von 1973 bis 1974 Mitglied der Drama Studios der Royal Academy of Dramatic Art in London. Danach arbeitete sie als Schauspielerin und Model in Los Angeles. An Schauspiel-Angeboten ergaben sich zumeist komische Rollen. Dazu machte sie sich mit einem Geschäft für Inneneinrichtungen selbständig. 1980 heiratete sie den Unternehmer Peter Dussmann, übte aber im Unternehmen keine Funktion aus. Das Ehepaar hat eine Tochter. Catherine von Fürstenberg-Dussmann hält sich öfters auf dem Familienanwesen in Süddeutschland auf. Sie ist Reiterin.

## Unternehmerisches und gesellschaftliches Wirken
Peter Dussmann erlitt 2008 einen Schlaganfall und starb 2013. Danach trat Catherine von Fürstenberg-Dussmann in den Aufsichtsrat des 1963 von ihrem Mann gegründeten Berliner Unternehmens Dussmann-Group, mit weltweit über 60.000 Mitarbeitern, ein. Im April 2009 übernahm sie die Leitung des Aufsichtsrats. Zu Anfang des Jahres 2011 bildete sie die Konzernspitze um. An Stelle des Aufsichtsrats trat ein Stiftungsrat in Berlin, dessen Leitung sie seither ausübt.
Als Unternehmerin engagiert sie sich für die Förderung von Frauen in Führungspositionen und widmet sich hier auch dem Thema Kinderbetreuung. Nach ihren Vorstellungen sollen Kindergärten rund um die Uhr geöffnet sein und eine individuelle Förderung jedes Kindes beinhalten. Die Erziehung sollte bereits in den Kindergärten idealerweise zweisprachig in Deutsch und Englisch erfolgen. Im Sommer 2011 eröffnete sie einen ersten Kulturkindergarten dieser Art am Unfallkrankenhaus in Berlin-Marzahn.